# Alizé

Circulation atmosphérique avec près de l'équateur la cellule de Hadley et les alizés

Pour les articles homonymes, voir Alizé (homonymie).
L'alizé est un vent régulier des régions intertropicales (entre 23°27 nord et 23°27 sud), soufflant d'est en ouest de façon régulière des hautes pressions subtropicales (crête subtropicale) vers les basses pressions équatoriales (zone de convergence intertropicale). Dans l'hémisphère nord, il souffle du nord-est vers le sud-ouest, dans l'hémisphère sud du sud-est vers le nord-ouest. Les alizés s'étendent depuis le niveau de la mer (0 m) jusqu'à 1 500 ou  2 000 mètres d'altitude. 

## Étymologie
La racine latine alis qualifie en français du XIIIe siècle le « caractère lisse, poli et délicat de ces vents mesurés qui soufflent avec régularité, ni trop ni trop peu, plus ou moins languides ou vigoureux selon les saisons ». Alizé s'emploie le plus souvent dans le syntagme vents alizés et se rencontre donc rarement au singulier.

## Impact des alizés sur la navigation au long cours
Les navigateurs portugais du XVe siècle découvrent le régime des vents de l'Atlantique. Sans arriver à percer les causes de leur existence mais en percevant avec intelligence les caractéristiques et la constance de ces vents exotiques, ils y trouvent la clé pour une navigation en direction de l'Outre-mer.
En raison de son importance stratégique, « la découverte du régime des vents en Atlantique Nord fut considérée comme un secret d'État » détenu par les Espagnols qui établissaient des cartes trompeuses pour éviter la concurrence des autres pays. Jusqu'au XIXe siècle — fin de la marine commerciale à voile — les alizés sont les supports du commerce maritime. Les Anglais les baptisent d'un nom moins poétique mais plus explicite : les trade winds, que l'on pourrait traduire par vents commerciaux.

## Circulation dans les tropiques

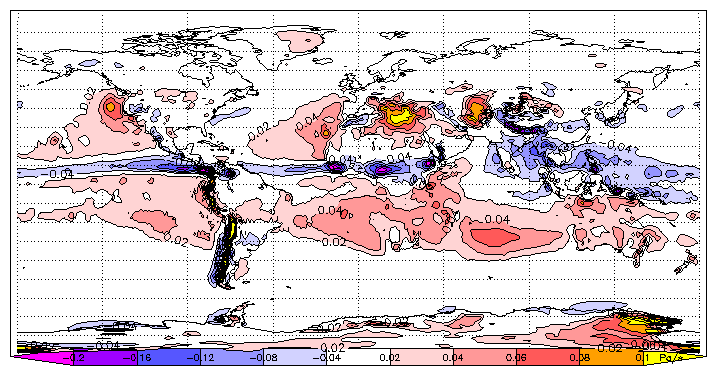
Mouvement vertical moyen en juillet à 500 hPa. L'air ascendant (valeurs négatives en bleu) est concentré près de l'équateur solaire et l'air descendant (positif en rouge) est plus éparpillé.

La circulation générale des vents à basse altitude (jusqu'à 2 000 m) est principalement gouvernée par des vents d'est dans les régions tropicales et équatoriales, à l'inverse des régions tempérées où elle se traduit globalement par des vents d'ouest. L'astronome Edmond Halley avait proposé une théorie pour expliquer la présence de ces alizés. Cependant, sa solution n'expliquait pas pourquoi les vents se dirigeaient vers l'ouest. George Hadley, avocat anglais et météorologue amateur, a proposé une variante en 1735 en décrivant une circulation fermée. Pour expliquer la direction vers l'ouest de la circulation de surface, il a tenu compte de la rotation de la Terre. En effet, une parcelle d'air se dirigeant vers l'équateur (donc vers le Sud quand elle est dans l'hémisphère nord ou vers le Nord quand elle est dans l'hémisphère Sud) semble se déplacer avec une composante ouest par rapport à un observateur terrestre. En effet, ce dernier se déplace vers l'est en raison de la rotation de la Terre. Gaspard-Gustave Coriolis reprendra cette idée un siècle plus tard dans sa description des mouvements dans un repère en rotation. 
Le moteur de la circulation atmosphérique dans les tropiques est le réchauffement solaire. À cause de l'inclinaison de 23,5 degrés de l'axe de rotation de la Terre, le Soleil n'est jamais plus qu'à quelques degrés (au maximum 23,5°) du zénith à midi tout au long de l'année dans les tropiques. Ce qui donne un maximum de réchauffement autour de l'équateur géographique. Cette chaleur est transportée en grande partie dans l'atmosphère sous forme de relâchement de chaleur latente dans les orages tropicaux. Le mécanisme de formation des cellules de Hadley se décrit donc ainsi : 

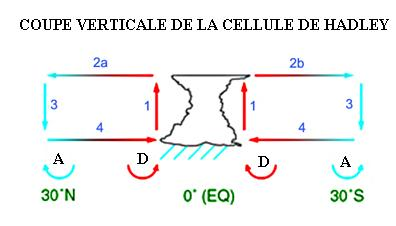
Les cellules de Hadley transportent chaleur et humidité des tropiques vers les latitudes moyennes.

- dans l'image, on voit en (4) que l'air chaud et humide converge à l'équateur parce que le facteur de Coriolis y est négligeable et que les vents n'y ont pas de direction privilégiée ; l'air se déplace alors vers les zones de pression plus basses (4) où ils s'élèvent en formant des orages (1) : c'est la zone dite de convergence intertropicale où les précipitations sont très abondantes, mais les vents faibles (le pot-au-noir) ;
- quand les parcelles d'air chaud et humide atteignent la tropopause (limite entre la troposphère et la stratosphère), à environ 12 à 15 km d'altitude, elles ne peuvent monter plus haut ni ne peuvent rester à cet endroit à cause du flux constant venant des basses couches de l'atmosphère ;  par conséquent, elles sont repoussées vers le nord (2a) ou le sud (2b) de l'équateur ;
- en s'éloignant de l'équateur, la force de Coriolis cesse d'être nulle, ce qui dévie les parcelles vers l'Est (du point de vue d'un observateur terrestre) ; en se déplaçant vers les pôles, l'air se refroidit par échange avec l'environnement, ce qui éventuellement le rend négativement instable et il commence à descendre (3) ; lors de la descente, les parcelles d'air suivent la courbe de gradient thermique adiabatique sèche, ce qui fait qu'elles se réchauffent et que leur humidité relative tombe ; cela se produit autour de 25 à 35 degrés N et S, où l'on retrouve la zone de calme subtropical aride ("latitude des chevaux"), dominée par des anticyclones dynamiques subtropicaux permanents (océans) ou semi-permanents (continents) ;
- finalement, l'air venant de l'anticyclone se dirige vers l'équateur pour compléter le cycle et cette fois, la force de Coriolis le dévie vers l'Ouest : ce sont les alizés qui soufflent du nord-est dans l'hémisphère nord et du sud-est dans celui du sud ; ces cellules sont multiples autour de la Terre et elles ne sont pas alignées exactement avec l'équateur géographique, mais plutôt avec l'équateur défini comme le point au zénith du soleil, ce qui amène une variation saisonnière vers le nord et le sud de la position de ces cellules ; en outre, la différence de réchauffement local et la friction sous deux kilomètres d'altitude changent constamment la position d'une cellule particulière.

## Effets
Les alizés sont au départ des vents secs puisqu'ils résultent de la descente de l'air sec d'altitude. Mais il convient de distinguer :
les alizés continentauxIls traversent des terres émergées et fréquemment arides. Lorsqu'ils soufflent au-dessus de régions désertiques ou semi-désertiques, ces vents ne peuvent qu'entretenir l'aridité de ces régions comme c'est le cas de l'harmattan, qui contourne la dépression thermique de surface du Sahara en été, et en toute saison assèche les abords de l'ouest de l'Afrique.
les alizés océaniquesIls soufflent longuement au-dessus de surfaces d'eau à température élevée et peuvent ainsi se recharger en eau. Ces vents recueillent l'eau qui s'évapore de la surface des mers et jouent ainsi un rôle déterminant dans le soulèvement à très haute altitude de l'air équatorial par convection humide après qu'ils auront atteint la zone de convergence intertropicale. Les alizés océaniques voient leur vitesse atteindre fréquemment les 20 km/h.

### Dérèglement des alizés
Le phénomène climatique nommé El Niño correspond à une quasi-disparition des alizés dans la partie occidentale du Pacifique équatorial.
À l'inverse le phénomène climatique nommé La Niña s'accompagne du renforcement des alizés dans cette même zone du Pacifique. 
Ces deux phénomènes sont en fait les deux phases de l'oscillation australe découverte par Sir Gilbert Walker.